# Malgobek

Malgobek is tevens een stedelijk district

Malgobek (Russisch: Малгобек, Ingoesjetisch: МагIалбике; Mağalbike) is een stad in de Russische autonome deelrepubliek Ingoesjetië. De stad richt zich op de olieindustrie (Ingoesjneftegasprom), bosbouw en houtbewerking. Daarnaast zijn er voedingsgerelateerde bedrijven. Malgobek ligt aan de noordrand van de Grote Kaukasus, 40 km ten noorden van de hoofdstad Magas. Het dichtstbijzijnde spoorwegstation bevindt zich in Mosdok op 35 km afstand.
Malgobek ontstond in 1935 als arbeidersnederzetting aan het begin van de ontsluiting van de hier ontdekte aardoliereserves. Daarvoor lagen er reeds de Tsjetsjeense dorpen Malgobek-Balka en Tsjetsjen-Balka. De Ingoesjetische naam staat voor de titel van de opperbevelhebber aan wie het gebied in vroegere tijden behoorde. In 1939 verkreeg de plaats de status van stad. Tijdens de Tweede Wereldoorlog werd Malgobek op 12 september 1942 ingenomen door Duitse troepen in het kader van Operatie Edelweiss. Op 3 januari 1943 heroverde het Rode Leger de plaats. In 2007 verleende president Poetin de stad de status van 'Stad van Militaire Glorie' omdat de Duitse troepen hier tot staan werden gebracht.
In de loop van de jaren 1990 verdubbelde het aantal inwoners als gevolg van vluchtelingen van de oorlogen in Tsjetsjenië. In de gesprekken rond de betwiste grens met Tsjetsjenië vormen Malgobek en de Soenzja belangrijke twistappels.

## Bevolking
| 1939   | 1959   | 1970   | 1979   | 1989   | 2002   | 2018   |
| ------ | ------ | ------ | ------ | ------ | ------ | ------ |
| 12.400 | 13.900 | 20.500 | 20.600 | 20.364 | 41.876 | 37.442 |

De bevolking bestaat voor 89% uit Ingoesjeten en voor 7% uit Tsjetsjenen. De Russen, die in de jaren 1930 de meerderheid vormden, hebben na 1970 de stad verlaten en maken nu slechts 2% van de bevolking uit.

## Klimaat
Er heerst een landklimaat, zonder een echt droog seizoen, met een warme zomer die ook de meeste neerslag brengt. De jaarlijkse neerslaghoeveelheid is ongeveer 650 mm. De gemiddelde maxima en minima liggen in januari op +0,5 °C en −7,1 °C; in juli op 28,1 °C en 16,2 °C.

## Geboren
- Magomed Jevlojev (1971-2008), Ingoesjetisch journalist

Bestuurlijk centrum: Magas

Steden: Karaboelak · Malgobek · Nazran

Districten: Dzjejrachski · Malgobekski · Nazranovski · Soenzjenski